# Nederlanders in het Australische voetbal
Nederlanders in het Australische voetbal geeft een overzicht van Nederlanders die een contract hebben (gehad) bij Australische voetbalclubs.

## Voetballers
| Naam               | Club                     | Van  | Tot  | Opmerkingen |
| ------------------ | ------------------------ | ---- | ---- | ----------- |
| Bobby Petta        | Adelaide United          | 2006 | 2008 |             |
| Bobby Petta        | Para Hills Knights       | 2008 | 2008 |             |
| Bobby Petta        | Sydney FC                | 2008 | 2008 |             |
| Bobby Petta        | Heidelberg United        | 2009 | 2009 |             |
| Sergio van Dijk    | Queensland Roar          | 2008 | 2010 |             |
| Sergio van Dijk    | Adelaide United          | 2010 | 2011 |             |
| Tim Smits          | Rochedale Rovers         | ?    | ?    |             |
| Gerald Sibon       | Melbourne Heart          | 2010 | 2011 |             |
| Victor Sikora      | Perth Glory              | 2009 | 2012 |             |
| Donny de Groot     | Newcastle Jets           | 2009 | 2010 |             |
| Patrick Zwaanswijk | Central Coast Mariners   | 2010 | 2013 |             |
| Andwelé Slory      | Adelaide United          | 2010 | 2011 |             |
| Pascal Bosschaart  | Sydney FC                | 2011 | 2013 |             |
| Peter Jungschläger | Gold Coast United        | 2011 | 2012 |             |
| Rutger Worm        | Melbourne Heart          | 2010 | 2012 |             |
| Paul Beekmans      | Gold Coast United        | 2011 | 2012 |             |
| Bas van den Brink  | Gold Coast United        | 2009 | 2011 |             |
| Bas van den Brink  | Perth Glory              | 2011 | 2013 |             |
| Maceo Rigters      | Gold Coast United        | 2011 | 2012 |             |
| Stef Nijland       | Brisbane Roar            | 2013 | 2013 |             |
| Marcel Meeuwis     | Melbourne Heart          | 2013 | 2013 |             |
| Orlando Engelaar   | Melbourne Heart          | 2013 | 2014 |             |
| Rob Wielaert       | Melbourne Heart          | 2013 | 2015 |             |
| Marcel Seip        | Central Coast Mariners   | 2013 | 2014 |             |
| Kew Jaliens        | Newcastle Jets           | 2013 | 2015 |             |
| Kew Jaliens        | Melbourne City FC        | 2015 | 2015 |             |
| Youssouf Hersi     | Western Sydney Wanderers | 2012 | 2014 |             |
| Youssouf Hersi     | Perth Glory              | 2014 | 2015 |             |
| Romeo Castelen     | Western Sydney Wanderers | 2014 | 2016 |             |
| Wout Brama         | Central Coast Mariners   | 2017 | 2018 |             |
| Jordy Buijs        | Sydney FC                | 2017 | 2018 |             |
| Bart Schenkeveld   | Melbourne City FC        | 2017 | 2019 |             |
| Tom Hiariej        | Central Coast Mariners   | 2017 | 2019 |             |
| Leroy George       | Melbourne Victory        | 2017 | 2018 |             |
| Siem de Jong       | Sydney FC                | 2018 | 2021 |             |

## Hoofdtrainers
| Naam              | Club                  | Van  | Tot  | Opmerkingen |
| ----------------- | --------------------- | ---- | ---- | ----------- |
| Simon Kistemaker  | Brisbane Lions        | 1982 | 1984 |             |
| Toon Beijer       | De la Salle Melbourne | ?    | ?    |             |
| John van 't Schip | Melbourne Heart       | 2010 | 2012 |             |

Voetbalbonden ·
Albanië ·
Angola ·
Armenië ·
Australië ·
Azerbeidzjan ·
Bahrein ·
België ·
Bhutan ·
Bulgarije ·
Canada ·
China ·
Congo-Kinshasa · 
Cyprus ·
Denemarken ·
Duitsland ·
Egypte ·
Engeland ·
Estland ·
Ethiopië ·
Faeröer ·
Filipijnen ·
Finland ·
Frankrijk ·
Georgië ·
Ghana ·
Griekenland ·
Hongarije ·
Hongkong ·
Ierland ·
IJsland ·
Indonesië ·
Iran ·
Israël ·
Italië ·
Japan ·
Kazachstan ·
Koeweit ·
Litouwen ·
 Luxemburg ·
Maleisië ·
Malta ·
Marokko ·
Mexico ·
Namibië ·
Nieuw-Zeeland ·
Noorwegen ·
Oekraïne ·
Oezbekistan ·
Oostenrijk ·
Polen ·
Portugal ·
Qatar ·
Roemenië ·
Rusland ·
Rwanda ·
Saoedi-Arabië ·
Schotland ·
Singapore ·
Slovenië ·
Slowakije ·
Spanje ·
Tanzania ·
Turkije ·
Tuvalu ·
VAE ·
Venezuela ·
Verenigde Staten ·
Vietnam ·
Zimbabwe ·
Zuid-Afrika ·
Zuid-Korea ·
Zweden ·
Zwitserland